# Сан-Марко-деи-Кавоти
Сан-Марко-деи-Кавоти (итал. San Marco dei Cavoti) — коммуна в Италии, располагается в регионе Кампания, в провинции Беневенто.
Население составляет 3638 человек (2008 г.), плотность населения составляет 77 чел./км². Занимает площадь 49 км². Почтовый индекс — 82029. Телефонный код — 0824.
Покровителем коммуны почитается святой апостол и евангелист Марк, празднование 25 апреля.

## Демография
Динамика населения: